# Vågsbreen
Der Vågsbreen (norwegisch für Buchtgletscher) ist ein Gletscher an der Prinz-Harald-Küste des ostantarktischen Königin-Maud-Lands. Er mündet zwischen den Rundvågskollane und der Rundvågshetta in die Rundvåg.
Wissenschaftler des Norwegischen Polarinstituts benannten ihn 1972. 